# 蒙龐西耶公爵安托萬·德·奧爾良
安托萬·德·奧爾良（法語：Antoine d'Orléans，1824年7月31日—1890年2月5日），蒙龐西耶公爵，法國國王路易-菲利普一世的幼子。

## 家庭
1846年，安托萬與西班牙女王伊莎貝拉二世的妹妹路易莎·費爾南達結婚，兩人共有4子5女：
- 瑪麗-伊莎貝爾（英语：Princess Marie Isabelle of Orléans）（1848年—1919），巴黎伯爵夫人
- 瑪麗亞·艾米莉亞（1851年—1870年），早逝
- 瑪麗亞·克里斯蒂娜（英语：Princess María Cristina of Orléans）（1852年—1879年）
- 瑪麗亞·德拉蕾格拉（1856年—1861年），夭折
- 費爾南多（1859年—1873年），早逝
- 梅塞德斯（1860年—1878年），阿方索十二世的第一任王后，早逝
- 費利佩（1862年—1864年），夭折
- 安東尼奧（英语：Infante Antonio, Duke of Galliera）（1866年—1930年），加列拉公爵
- 路易斯（1867年—1874年），夭折